# Кат Ши
Кат Ши (гэльск. Cat Sith ([kʰaʰt̪ ˈʃiː]), ирл. Cat Sidhe, в новой орфографии ирл. Cat Sí, ирландское произношение: [kat̪ˠ ˈʃiː]) — персонаж кельтской (шотландской и ирландской) мифологии, волшебное создание, которое выглядит как большой чёрный кот размером с собаку с большими торчащими усами, большим белым пятном на груди и длинной выгнутой спиной. Кат Ши будто бы встречаются в горах Северо-Шотландского нагорья; в меньшей степени легенды о них ходят в Ирландии. На острове более популярен сюжет о чудовищном «кошачьем короле» Ирусане (англ. Irusan) и его поединке с легендарным бардом Сенханом Торпестом. В некоторых сказках Кат Ши описывается не как дух, а как ведьма, способная превращаться в животное. Один из самых больших Кат Ши появляется во время Тагейрма — магического заклинания. Это заклинание заключается, чтобы призвать Кат Ши и заставить его исполнить одно желание.

## Упоминания в литературе
- В рассказе Аллана По «Чёрный кот» упоминается похожее существо. Но есть различие — большое пятно на груди иногда принимало вид виселицы.

- Карл Шукер в своей книге «Mystery Cats of the World» предположил, что легенды о Кат Ши связаны с келласскими кошками.

- Кот Бегемот из романа Мастер и Маргарита — кот-оборотень, чёрный окрас, огромный размер, «кавалерийские усы», нет только белого пятна. С другой стороны, вероятным его прообразом мог послужить гофмановский кот Мурр[2].

- В манге и аниме «Синий экзорцист» присутствует демон, очень похожий на Кат Ши.

- В серии ранобэ за авторством Рэки Кавахары «Sword Art Online» одна из рас, населяющих мир Альвхейм, — Кайт Ши.

- Один из главных героев японской видеоигры Final Fantasy VII ссылается на образ Кат Ши как именем (ケット・シー кэтто си: в оригинале), так и внешним обликом чёрного кота с белой грудью и мордой. При первой встрече с главными героями представляется предсказателем судьбы, одно из предсказаний которого оказывается судьбоносным. Отыгрывает неопределенность образа, не являясь до конца ни отрицательным героем, ни положительным, а также обладая рядом каверзных боевых способностей.

- Один из видов демонов в серии японских видеоигр Disgaea.

- В серии книг «Железные фейри» американской писательницы Джули Кагава один из ключевых персонажей — говорящий кот Грималкин — имеет несколько имён, одним из которых является Кайт Ши. В данной книге кайт-ши заключает различные сделки в обмен на услуги с его стороны

- Кат Ши упоминается в манге Амано Кодзуэ «Ария».
- Во втором сезоне аниме Невеста чародея "The Ancient Magus' Bride".
- В аниме Grancrest Senki одним из второстепенных персонажей является призванный из тир-на-Ног сэр Кат Ши по имени Балгьяри, будущий король данной расы. Выглядит как довольно большой прямоходящий говорящий чёрный кот (но не крупнее некоторых домашних кошек), только белое пятно на груди может являться частью украшения плаща.